# Anisodes dognini
Anisodes dognini är en fjärilsart som beskrevs av Louis Beethoven Prout 1934. Anisodes dognini ingår i släktet Anisodes och familjen mätare. Inga underarter finns listade i Catalogue of Life.